# 1925

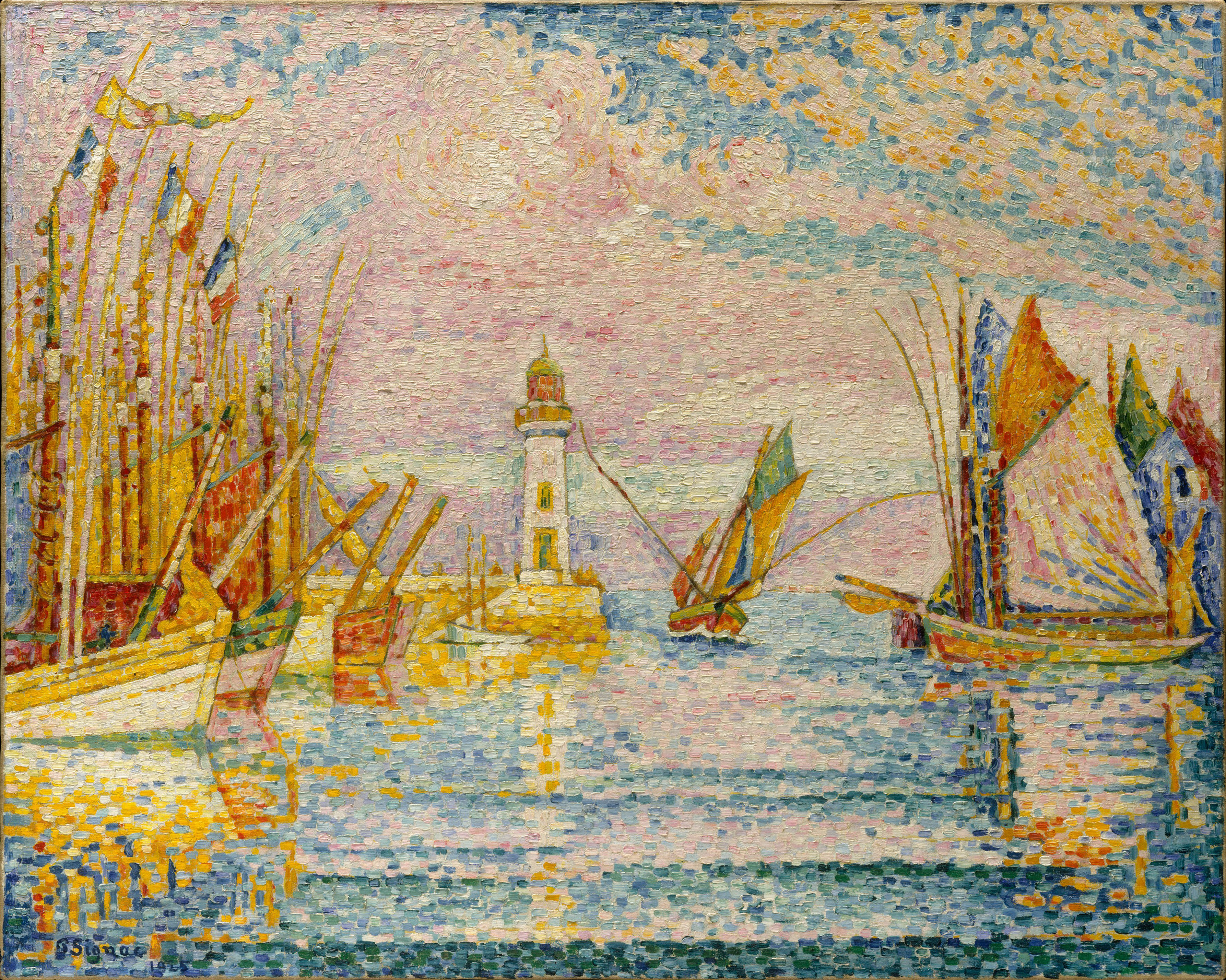
Far a Groix de Paul Signac (1925)

El 1925 (MCMXXV) va ser un any comú començat en dijous.

## Esdeveniments
Països Catalans
- 20 de març - Catalunya: malgrat haver promés a la Lliga Regionalista que no ho faria (a canvi del seu suport), Primo de Rivera dissol la Mancomunitat de Catalunya (Dictadura de Primo de Rivera).[1]
- 27 d'abril - Barcelona S'inaugura la nova seu dels grans Magatzems El Águila a la cantonada del carrer de Pelai i la plaça de la Universitat.[2]
- 6 de juny - Catalunya: hi detenen diversos membres de Bandera Negra acusats d'un atemptat frustrat contra Alfons XIII (complot del Garraf).
- 23 de juny - El règim de Primo de Rivera clausura l'Orfeó Català.[3]
- 29 de novembre - València: inauguració de l'Estadi de Vallejo, camp de futbol del Llevant UE.
- 17 de desembre - Barcelona: el Capità general de Catalunya, Milans del Bosch ordena el tancament del camp de les Corts del Barça: Gamper presenta la dimissió irrevocable com a president del club.

Resta del món
- Rocafort, França: el formatge rocafort rep la Denominació d'Origen Protegida[4]

- 14 de desembre, Berlín, Alemanya: estrena de l'òpera Wozzeck, d'Alban Berg a la Staatsoper.[5]

### Premis Nobel
| Camp                  | Guardonats                              |
| --------------------- | --------------------------------------- |
| Física                | - James Franck - Gustav Hertz           |
| Química               | - Richard Adolf Zsigmondy               |
| Medicina o Fisiologia | No atorgat                              |
| Literatura            | - George Bernard Shaw                   |
| Pau                   | - Austen Chamberlain - Charles G. Dawes |

## Naixements
Països Catalans
- 1 de gener - Ripoll: Pepeta Planas i Capdevila, esquiadora catalana, pionera de l'esquí alpí a Catalunya i a l'estat.[6]
- 15 de gener - Xàbia, Marina Alta: Asunción Cruañes Molina, política valenciana (m. 2012).[7]
- 9 de febrer - Barcelona: Ermengol Passola i Badia, empresari i promotor cultural català (m. 2009).
- 11 de febrer - Madrid: María Amparo Rivelles, actriu espanyola (m. 2013).[8]
- 15 de març - Sabadell, Vallès Occidental: Carme Obradors i Domènech, assistenta social sabadellenca (m. 1986).[9]
- 9 d'abril - Barcelona: Josefina Güell i Saumell, actriu catalana de teatre i cinema.[10]
- 5 de maig - Lleidaː Pepita Cervera, pianista, compositora, musicòloga i pedagoga lleidatana.[11]
- 12 de maig - Barcelona: Jordi Bonet i Armengol, arquitecte i dirigent de l'escoltisme català (m. 2022).
- 14 de maig - València: Maria Beneyto Cuñat, poeta valenciana.[12]
- 22 de maig - l'Hospitalet de Llobregat, Eduard Kucharski i Gonzàlez, jugador de bàsquet català de les dècades dels 40 i 50[13]
- 23 de maig:
  - Tàrrega: Lluís Trepat i Padró, pintor català (m. 2022).
  - Palma, Mallorca: Josep Maria Llompart de la Peña, poeta, assagista, activista cultural, crític literari, editor i traductor mallorquí[14]
- 31 de maig - Cases Altes, Racó d'Ademús: Francesc Candel Tortajada, escriptor i periodista valencià (m. 2007).[15]
- 22 de juny - 
  - Benassal, Alt Maestrat: Sofia Salvador i Monferrer, escriptora i mestra valenciana.[16]
  - Constantí, Núria Solé i Sanromà, geòloga i palinòloga catalana (m. 2013).[17]
- 6 de juliol - Barcelona Maria Lluïsa Oliveda, actriu, directora i empresària teatral catalana, lluitadora pels drets de les dones.[18]
- 14 de juliol:
  - Barcelona: Assumpció Català i Poch, astrònoma i matemàtica catalana.[19]
  - Vilanova i la Geltrú: Ventureta Mestres i Gras, actriu i soprano catalana.[20]
- 26 de juliol - Barcelona: Ana María Matute Ausejo, novel·lista catalana en llengua castellana.[21]
- 6 d'agost - Espui: Conxita Grangé i Beleta, resistent antifeixista, supervivent del camp de concentració de Ravensbrück.[22]
- 15 de setembre - Barcelona: Joaquim Xicoy i Bassegoda, advocat i polític català, President del Parlament de Catalunya.
- 2 de novembre - Barcelona: Modest Cuixart i Tàpies, pintor català.
- 8 de novembre - Manresa: Maria Assumpció Balaguer i Golobart, actriu catalana.[23]
- 11 de novembre - València: Pilar Faus Sevilla, escriptora, investigadora i bibliotecària.[24]
- 25 de desembre - Barcelonaː Nadala Batiste i Llorens, actriu catalana.[25]
- Barcelona - Barcelonès: Nuria Parés, poeta, assagista i traductora d'origen espanyol.

Resta del món
- 12 de gener, 
  - Argentina: Mirta Acuña de Baravalle, activista, membre de Madres i Àvies de la Plaza de Mayo.[26]
  - Argentina: Beatriz H. C. Aicardi de Neuhaus, activista pels drets humans, una de les dotze fundadores de l'Associació Àvies de Plaza de Mayo.[27]
- 26 de gener, Shaker Heights, EUA: Paul Newman, actor i director de cinema estatunidenc.[28]
- 11 de febrer, 
  - Madrid, Espanya: María Amparo Rivelles, actriu espanyola.[29]
  - Springfield: Virginia Eshelman Johnson, va ser una sexòloga nord-americana pionera[30]
- 24 de febrer, Beirut, Líban francès: Etel Adnan, poeta, assagista i artista visual libanesa.[31]
- 3 de març, Concordia, Entre Ríos: Laura Bonaparte, psicòloga i activista argentina, integrant de Mares de Plaza de Mayo.[32]
- 8 de març, Buenos Aires, Argentina: Marta Lynch, escriptora argentina.[33]
- 11 de març, Filadèlfia, Estats Units: Margaret Oakley Dayhoff, fisicoquímica pionera en el camp de la bioinformàtica[34]
- 12 de març:
  - Osaka, Japó: Leo Esaki, físic japonès, Premi Nobel de Física de 1973.
  - Roubaix, Nord, França: Georges Delerue, compositor francès
- 21 de març, Lima (Perú): Hilda Gadea Acosta, economista peruana, primera companya del Che[35]
- 25 de març, Savannah: Flannery O'Connor, escriptora i assagista nord-americana[36]
- 26 de març, Montbrison, França: Pierre Boulez, compositor, pedagog i director d'orquestra francès[37]
- 29 de març: 
  - París: Françoise Choay, professora d'urbanisme, art i arquitectura a les Universitats de París; crítica d'art, assagista.[38]
  - Sverdlovsk: Liudmila Liàdova, compositora, pianista i cantant soviètica i russa.[39]
- 5 d'abril, Nova Yorkː Janet Rowley, genetista estatunidenca que mostrà que el càncer és una malaltia genètica (m.2013).[40]
- 10 d'abril, Parkersburg, EUA: Linda Goodman, astròloga i escriptora estatunidenca.
- 12 d'abril, Bronx: Evelyn Berezin, enginyera informàtica americana coneguda per dissenyar un dels primers processadors de text (m. 2018).[41]
- 24 d'abril, Wisner, Nebraska: Virginia Huston, actriu cinematogràfica estatunidenca.[42]
- 25 d'abril, Voivodat de Masòvia, Polònia, Zofia Kielan-Jaworowska, paleobiòloga polonesa (m. 2015).[43]
- 26 d'abril, Viena: Wilma Lipp, cantant austríaca en la tessitura de soprano (m. 2019).[44]
- 4 de maig, Johannesburg: Ruth First, activista anti-apartheid sud-africana[45]
- 8 de maig, Kivure, Tanzània: Ali Hassan Mwinyi, advocat i polític tanzà, va ser president del seu país entre 1985 i 1995.[46]
- 12 de maig, Barcelona: Nuria Parés, poeta, assagista i traductora espanyola establerta a Mèxic després de la guerra civil.[47]
- 15 de maig, Norfolk, Anglaterra: Mary Frances Lyon, genetista anglesa (m. 2014).[48]
- 19 de maig:
  - Omaha, EUA: Malcolm X, orador, ministre religiós i activista estatunidenc.[46]
  - Prek Sbauv, Cambodja: Pol Pot, general i polític cambodjà, 29è primer ministre de Cambodja.[46]
- 23 de maig, Montclair, Nova Jersey, EUA: Joshua Lederberg, microbiòleg estatunidenc, Premi Nobel de Medicina o Fisiologia de l'any 1958[49]
- 24 de maig, Västerås, Suècia: Mai Zetterling, actriu i directora de cinema sueca[50]
- 25 de maig:
  - Barstow, Califòrnia: Jeanne Crain, actriu estatunidenca[51]
  - Catània, Itàlia: Aldo Clementi, fou un compositor italià de la segona meitat de segle[52]
  - Mèxic, D. F.: Rosario Castellanos, una de les escriptores mexicanes més importants del segle xx.[53]
- 31 de maig:
  - Nova York: Raymond L. Acosta, jutge
  - Siegmar, avui Chemnitz, Saxònia, Stuttgart: Frei Otto, arquitecte, enginyer estructural alemany[54]
- 15 de juny, Menemen, İzmir: Attila İlhan, poeta[55]
- 16 de juny, 
  - París, França: Jean d'Ormesson, filòsof, periodista i escriptor francès, membre de l'Acadèmia Francesa[56]
  - Minneapolis: Bebe Barron, compositora i enginyera de so nord-americana de música electrònica[57]
- 21 de juny, Troy, Nova York: Maureen Stapleton, actriu, directora i compositora de músiques de pel·lícules estatunidenca[58]
- 28 de juny, Mannheim, (Alemanya: Giselher Klebe, compositor alemany[37]
- 2 de juliol, Decatur, Mississipi, EUA: Medgar Evers, activista estatunidenc, defensor dels drets humans[59]
  - Katako-Kombe, Congo Belga: Patrice Lumumba, líder independentista congolès.
- 4 de juliol, Durban, Sud-àfrica: Olive Mary Hilliard, botànica i taxònoma sud-africana; ha donat nom a 372 espècies de plantes.[60]
- 6 de juliol, Highland Park, Michigan, EUA: Bill Haley, cantant de rock and roll estatunidenc, líder del grup Bill Haley & His Comets.
- 7 de juliol, Montevideo: Blanca París Corcoll, historiadora i acadèmica uruguaiana (m. 2008).[61]
- 10 de juliol, Malàisia: Mahathir bin Mohamad, Primer ministre.
- 16 de juliol, Buenos Aires, Argentina: Rosita Quintana, actriu, cantant i compositora argentina.[62]
- 17 de juliol, Breslau, actual Polònia: Anita Lasker-Wallfisch, violoncelista, membre supervivent de l'Orquestra de Dones d'Auschwitz.[63]
- 20 de juliol:
  - Fort-de-France, Martinica: Frantz Fanon, teòric marxista
  - París, França: Jacques Delors, polític francès, president de la Comissió Europea. Premi Internacional Catalunya de l'any[64] (m. 2023).
- 23 de juliol:
  - Halifax, West Yorkshire, Anglaterra: Oliver Smithies, genetista estatunidenc d'origen anglès, Premi Nobel de Medicina o Fisiologia de 2007.
  - Kanye, Botswana: Quett Joni Masire, professor i polític, va ser president de Botswana entre 1980 i 1998[46]
- 28 de juliol, Nova York, EUA: Baruch Samuel Blumberg, metge i biòleg nord-americà, Premi Nobel de Medicina o Fisiologia de 1976[65]
- 29 de juliol, Quios, Grècia: Mikis Theodorakis, compositor i intel·lectual grec, conegut també per la seva militància política.[66]
- 30 de juliol, Valmondois, França: Antoine Duhamel, compositor, director d'orquestra i professor de música francès[37]
- 2 d'agost, Mercedes, Buenos Aires, Argentina: Jorge Rafael Videla, militar i polític argentí, president de l'Argentina.
- 25 d'agost, Sevilla: Juanita Reina, cantant de tonades i actriu de cinema espanyola[67]
- 1 de setembre: 
  - Nova York, EUA: Roy J. Glauber, físic nord-americà, Premi Nobel de Física de 2005[68]
  - Mülhausen, França: Christiane Scrivener, política francesa, membre de la Comissió Delors entre 1989 i 1995.[69]
- 5 de setembre, Madrid, Espanya: Manuel Sacristán Luzón, escriptor i pensador marxista espanyol.
- 6 de setembre, 
  - Oviedo, Espanya: Ángel González, poeta espanyol.
  - Portu Empedocli, Sicília: Andrea Camilleri, guionista, director teatral i televisiu, i novel·lista italià[70]
- 9 de setembre, Praga, Txecoslovàquia: Soňa Červená, mezzosoprano operística txeca amb una carrera internacional.[71]
- 16 de setembre, Itta Bena, EUA: B.B. King, guitarrista de blues i compositor estatunidenc[72]
- 25 de setembre, Moscouː Ielena Liubímova, geòloga soviètica que estudià l'Oceà Atlàntic.[73]
- 27 de setembre, Manchester, Anglaterra: Robert Edwards, fisiologista britànic, Premi Nobel de Medicina o Fisiologia de 2010 (m. 2013)[74]
- 28 de setembre, Chippewa Falls, EUA: Seymour Cray, matemàtic, enginyer electrònic i informàtic estatunidenc.
- 13 d'octubre, Grantham, Anglaterra: Margaret Thatcher, política anglesa, Primera Ministra del Regne Unit[46]
- 16 d'octubre, Londres, Anglaterra: Angela Lansbury, actriu britànica.[75]
- 21 d'octubre, l'Havana, Cuba: Celia Cruz, una de les cantants de salsa més famoses; obtingué 23 discos d'or[76]
- 22 d'octubre - Sevilla: Julia Uceda Valiente, professora, assagista i poetessa andalusa (m. 2024).
- 23 d'octubre, Corning, Iowa, EUA: Johnny Carson, comediant i escriptor nord-americà[77]
- 24 d'octubre, Imperia, Itàlia: Luciano Berio, compositor italià[78]
- 31 d'octubre, Burnham-on-Sea, Somerset, Anglaterra: John Pople, matemàtic i químic anglès, Premi Nobel de Química de 1998.
- 17 de novembre, Schenectady, EUA: Charles MacKerras, director d'orquestra australià.
- 19 de novembre, Poznań, Polònia: Zygmunt Bauman, sociòleg polonès
- 20 de novembre:
  - Moscou, Unió Soviètica: Maia Plissétskaia, ballarina de dansa clàssica d'origen rus i nacionalitzada espanyola.[79]
  - Brookline, Massachusetts, EUA): Robert Francis Kennedy, també anomenat "RFK", era el segon germà més jove del President John F. Kennedy, i va ser designat pel seu germà com a fiscal general.[80]
- 23 de novembre, San Salvador: José Napoleón Duarte Fuentes, president d'El Salvador entre 1980 i 1982, i entre 1984 i 1989[46]
- 24 de novembre, La Haia, Països Baixos: Simon van der Meer, físic neerlandès, Premi Nobel de Física de 1984.
- 1 de desembre, Baltimore, Maryland, EUA: Martin Rodbell, bioquímic estatunidenc, Premi Nobel de Medicina o Fisiologia de 1994.
- 11 de desembre, Nova York (EUA): Paul Greengard, metge nord-americà, Premi Nobel de Medicina o Fisiologia de 2000
- 27 de desembre:
  - Buenos Aires: Martha Boto, artista argentina i co-fundadora del Grupo de Artistas no Figurativos.[81]
  - Huai'an, Jiangsu, Xina: Xie Tieli, guionista i director de cinema xinès.[82]
- 28 de desembre, Ulm: Hildegard Knef, actriu alemanya, dobladora, cantant.[83]
- 31 de desembre, Devizes, Anglaterra: Daphne Oram, compositora i intèrpret de música electrònica, pionera de la música concreta.[84]

## Necrològiques
Països Catalans
- 14 de gener - Sabadell: Josep Gorina i Pujol, industrial tèxtil català.
- 9 de febrer - Sant Cugat del Vallès, Vallès Occidental: Amanci Amorós Sirvent, músic i compositor valencià (n. 1854).
- 8 de setembre - Sabadell: Narcís Giralt i Sallarès, professor de teoria de teixits i pintor català.
- 2 de desembre - Sant Feliu de Guíxols, Baix Empordà: Juli Garreta i Arboix, compositor de sardanes (50 anys).
- 13 de desembre - Torrelodones, Madrid: Antoni Maura, polític espanyol.
- 21 de desembre - Sabadell, Vallès Occidental: Manuel Ribot i Serra, bibliotecari, arxiver, historiador, dramaturg i poeta català.
- La Garriga: Visitació Ubach, pintora catalana (n. 1850).[85]

Resta del món
- 4 de febrer, París: Marie Jaëll, compositora, pianista i pedagoga germanofrancesa (n.1846).[86]
- 24 de febrer:
  - Møre og Romsdal: Oskar Emil Schiøtz, físic i geòleg noruec.
  - Estocolm (Suècia): Hjalmar Branting, Primer Ministre de Suècia, Premi Nobel de la Pau 1921 (n. 1860).
- 1 de març - París, França: Ramon Pichot, pintor català (n. 1871).
- 8 de març - Brussel·les: Juliette Wytsman, pintora impressionista i gravadora belga (n. 1866).[87]
- 12 de març - Pequín (Xina): Sun Yat-sen, conegut habitualment a la Xina com a Sun Zhongshan, fou un estadista, líder revolucionari i políticxinès. És considerat el pare de la Xina moderna tant a la República Popular de la Xina, com a Taiwan (n. 1866)[88]
- 22 de març - Manchester: Marie Brema, mezzosoprano i contralt dramàtica anglesa (n. 1856).[89]
- 13 de maig - Canterbury (Anglaterra): Alfred Milner, primer Vescomte Milner estadista i administrador colonialbritànic (n. 1854).[90]
- 14 de maig - Norfolk, Anglaterra: Henry Rider Haggard, escriptor britànic (n. 1856).[91]
- 6 de juny - París (França): Pierre Louÿs, escriptor francès (n. 1870).[92]
- 1 de juliol, París, França: Erik Satie, compositir francès (n. 1866).[93]
- 2 de juliol, Onalua, Sankuru, Kasai, Congo Belga: Patrice Lumumba, polític congolès (m. 1961).[46]
- 26 de juliol - Pont-Aven, Bretanya: Théodore Botrel, poeta i cançoner bretó.
- 6 d'agost - Bolonya: Gregorio Ricci-Curbastro, matemàtic italià (n. 1853).[94]
- 20 d'agost - Canton (Xina):: Liao Zhongkai (xinès simplificat: 廖仲恺)) polític i financer xinès. Va ser un dels fundadors del la Tongmenghui i líder destacat del Guomintang (n.1877).[95]
- 25 de setembre - Épernay (França): Léon Bourgeois, polític francès, Premi Nobel de la Pau de 1920 (n. 1851).
- 5 de desembre - Varsòvia (Polònia): Władisław Reymont, escriptor polonès, Premi Nobel de Literatura de 1924 (n. 1867).
- 9 de desembre - Madrid: Pablo Iglesias Posse, socialista espanyol, fundador del Partit Socialista Obrer Espanyol i la Unió General de Treballadors (n. 1850).